# ダリオ・エスーゴ
ダリオ・カシア・ルイス・エスーゴ（Dário Cassia Luís Essugo, 2005年3月14日 - ）は、ポルトガルのリスボン県オディベラス出身のプロサッカー選手。プレミアリーグ・チェルシーFC所属。ポジションはミッドフィールダー。

## 経歴

### スポルティングCP
9歳からスポルティングCPのアカデミーに所属し、2021年3月16日に最初のプロ契約を結んだ。その4日後のヴィトーリアSC戦に途中出場し、クラブ史上最年少となる16歳と6日でトップチームデビューを果たした。12月7日、UEFAチャンピオンズリーグのAFCアヤックス戦にてポルトガル人では史上最年少となる16歳と268日でチャンピオンズリーグ初出場を果たした。

#### シャヴェス
2024年1月31日にGDシャヴェスへ期限付き移籍した。

#### ラス・パルマス
2024年8月30日にラ・リーガのUDラス・パルマスへ期限付き移籍した。
2025年1月24日のCAオサスナ戦でイエローカードを2枚提示され退場となる。退場する際に審判のヘスス・ヒル・マンサーノへ皮肉を込めた拍手を送ったため、ラ・リーガから3試合の出場停止処分を受けた。

#### チェルシーFC
2025年6月4日、チェルシーFCはエスーゴの獲得を発表。契約は2033年までの8年間。

## 代表歴
2022年のUEFA U-17欧州選手権にポルトガル代表で出場。フランスとの準々決勝で得点を記録したが、試合はPK戦の末敗れた。
2023年9月8日、U-21ポルトガル代表に初選出され、アンドラとの親善試合に出場した。